# Karpaty Kołomyja
Karpaty Kołomyja (ukr. Футбольний клуб «Карпати» Коломия, Futbolnyj Kłub "Karpaty" Kołomyja) – ukraiński klub piłkarski z siedzibą w mieście Kołomyja w obwodzie iwanofrankiwskim.

## Historia
Chronologia nazw:
- 2006—2011: Karpaty Peczeniżyn (ukr. «Карпати» Печеніжин)
- 2011—...: Karpaty Kołomyja (ukr. «Карпати» Коломия)

Zespół piłkarski w miasteczku Peczeniżyn został założony przez Dmytra Łaszczuka. Występował w rozgrywkach Mistrzostw oraz Pucharu obwodu iwanofrankiwskiego. Wiosną 2011 przeniósł się do Kołomyi i zmienił nazwę na Karpaty Kołomyja.
W 2010 i 2011 zdobył Mistrzostwo, a w 2011 i 2012 Puchar obwodu iwanofrankiwskiego.
W roku 2012 jako mistrz obwodu iwanofrankiwskiego startował w Mistrzostwach Ukrainy spośród drużyn amatorskich.
Jako drużyna amatorska nadal występuje w rozgrywkach Mistrzostw i Pucharu obwodu iwanofrankiwskiego.

## Sukcesy
- mistrz Amatorskiej ligi Ukrainy: 2012
- mistrz obwodu iwanofrankiwskiego: 2010, 2011
- zdobywca Pucharu obwodu iwanofrankiwskiego: 2011, 2012

## Znani piłkarze
- Andrij Nesteruk
- Mychajło Tkaczuk
- Ołeksandr Tkaczuk
- Ołeksij Rodewicz

## Inne
- Silmasz Kołomyja
- Pokuttia Kołomyja